# One Life, One Death
One Life, One Death è l'undicesimo album in studio del gruppo musicale giapponese Buck-Tick, pubblicato nel 2000.

## Tracce
1. Baby, I Want You. (testo: Sakurai – musica: Imai)
2. Check Up (testo: Imai – musica: Imai)
3. Glamorous -Fluxus- (testo: Sakurai – musica: Imai)
4. Cyborg Dolly: Sora-mimi: Phantom (細胞具ドリー: ソラミミ:PHANTOM) (testo: Imai – musica: Imai)
5. Cain (カイン) (testo: Sakurai – musica: Imai)
6. Death Wish (testo: Sakurai – musica: Hoshino)
7. Megami (女神) (testo: Sakurai – musica: Hoshino)
8. Sapphire (サファイア) (testo: Sakurai – musica: Imai)
9. Rhapsody (testo: Imai – musica: Imai)
10. Flame (testo: Sakurai – musica: Imai)

## Formazione
- Atsushi Sakurai - voce
- Hisashi Imai - chitarra, voce
- Hidehiko Hoshino - chitarra
- Yutaka Higuchi - basso
- Toll Yagami - batteria